# Sass Jordan
Sarah "Sass" Jordan (23 de diciembre de 1962) es una cantante británica nacionalizada canadiense. Ha grabado hasta la fecha siete álbumes de estudio, además de componer canciones para otros artistas, destacando el sencillo "Rain" de Michael Breen.

## Discografía

### Estudio
- 1988 - Tell Somebody
- 1992 - Racine
- 1994 - Rats
- 1997 - Present
- 2000 - Hot Gossip
- 2006 - Get What You Give
- 2009 - From Dusk 'Til Dawn